# Francisco Sequeira Moreno
Francisco Sequeira Moreno (Somotillo, 27 de junio de 1903 - El Viejo, 26 de mayo de 1927) también conocido como "Chico Cabuya" o "Cabulla" o "Pancho Cabuya" fue un jefe militar nicaragüense de origen campesino, que llegó a ser acusado de bandolerismo. Inicialmente era un peón de hacienda en el departamento de Chinandega que fue alistado a la fuerza en las filas del bando conservador al empezar la Guerra Constitucionalista (1926-1927); después de salvarse de ser fusilado se puso al frente de una pequeña tropa y se unió al bando liberal engrosando las filas del llamado Ejército Liberal Constitucionalista de Occidente bajo el mando del general Francisco Parajón Montealegre. Su área de operaciones abarcó los departamentos de Chinandega y León.

## Reseña biográfica
Nació en Somotillo el 27 de junio de 1903. 
De origen campesino, fue un analfabeto.

## En la guerra constitucionalista
A diferencia de las guerras civiles anteriores, en el transcurso de la guerra constitucionalista surgieron contingentes de voluntarios que, a la vez que estaban subordinados al Partido Liberal, conservaban cierta autonomía y no eran dirigidos por militares de carrera. Tales fueron los casos de la "Columna Occidental" del general Francisco Sequeira, "Cabuya" y de la "Columna Segoviana" del general Augusto C. Sandino, dos generales improvisados.

### En el bando conservador
Sequeira fue incorporado a la fuerza en las filas del Ejército Segunda República Conservadora, organizado por el gobierno de Adolfo Díaz para hacer frente al Ejército Liberal Constitucionalista organizado bajo el mando del general José María Moncada que apoyaba la legitimidad según La Constitución vigente de Juan Bautista Sacasa.
Por su carácter arrojado fue bien recibido, pero este mismo carácter lo hacía violento e indisciplinado ante el rigor militar conservador.
Pronto se vio al frente de una tropa. Cabuya ordenaba a sus hombres respecto a los infortunados ciudadanos, opositores o no, que eran objeto de sus rencores.
"¡A fusílenlo! luego lo investigan."
Tuvo un incidente de insubordinación que fue castigado por el jefe conservador Coronel Arturo Lejarza con azotes y días de cárcel "a pan y agua", incluso hasta sería "pasado por las armas"; es decir, condenado al fusilamiento.

### En el bando liberal
Escapa de los conservadores y huye logrando aglutinar un grupo de hombres armados en El Viejo, a la par que realiza todo tipo de fechorías se enfrenta contra las fuerzas leales al gobierno conservador de Adolfo Díaz, aprovechándose de las circunstancias de la guerra decide unirse al Ejército Liberal Constitucionalista al mando del General Francisco Parajón, teniendo una participación activa con el grado de Mayor en la toma de Chinandega durante la Guerra Constitucionalista de 1926-1927. En esta ciudad, impulsado por el odio y el rencor toma la vida del coronel Lejarza, en un venganza sangrienta. Posteriormente llegaría a ostentar el grado de General.

## Contra la intervención militar estadounidense

### Opuesto al desarme
Se opuso al desarme liberal que imponía el intervencionismo estadounidense con la firma el 4 de mayo de 1927 del llamado Pacto del Espino Negro.
Los únicos que se niegan a reconocer el denominado tratado de paz fueron Sequeira en Chinandega y Sandino en Nueva Segovia.

### Combate de La Paz Centro
El 16 de mayo de 1927, "Cabulla" organiza y dirige una fuerza calculada en 400 hombres y ataca en La Paz Centro, a una compañía de marines, con el saldo de dos marines muertos y dos heridos. Entre los muertos estaban el capitán USMC Richard Bell Buchanan y el privado Marvin A. Jackson de Chicago; entre los heridos estaban el cabo de primera Anthony J. Bausch de Filadelfia y el privado William K. Simon.
Él fue el primero, por encima de Sandino, que se enfrenta directamente con tropas del USMC.
Pero a diferencia de Sandino, "Cabuya" carecía de un proyecto político. Era un campesino analfabeto avenido en jefe militar por las circunstancias propias de una guerra civil.

## Su asesinato
Los marines vieron ese espíritu aguerrido de "Cabulla" e idearon la forma de matarlo. Lo hicieron que firmara un pacto y lo matan a como lo harían siete años después con Sandino.
Se desarmó con una tropa de 600 montados el 25 de mayo de 1927, con pompa de chicheros en la plaza de Chinandega. 
Un día después, durante la noche llegan a buscarlo (a la casa donde pernoctaba en la ciudad de El Viejo, en el departamento de Chinandega), él estaba borracho y dormido, entonces, "ante la denuncia de un ciudadano de un hecho menor se encargan de abatirlo." Apenas contaba 23 años. Su compañera María Concepción "Conchita" Alday es acribillada también.
Con el asesinato de Sequeira Moreno, los hombres bajo su mando se dispersaron.